# 乾性油
干性油是一种经过一段时间暴露在空气中会硬化形成坚硬的固体薄膜的油 。 油通过化学反应而变硬， 在化学反应中，成分通过氧的作用(而不是通过水的蒸发或其他溶剂的蒸发)交联 (从而聚合) 。干性油是油漆和一些清漆的重要组成部分。一些常用的干性油包括亚麻籽油、桐油、罂粟籽油、紫苏油和核桃油。过去几十年来，它们已被醇酸树脂和其他粘合剂所取代，故使用量有所下降。
由于氧气是油固化的关键，所以那些易受化学干燥影响的食物通常不适合烹饪，并且还很容易通过自动氧化变为酸败，这是脂肪食物产生异味的过程。  浸有干性油的抹布、布和纸在氧化过程中释放热量几小时后可能会自燃（点燃）。

## 干燥过程的化学性质
油的“干燥”、硬化，或者更确切地说，固化的油是由于自氧化作用、向有机化合物中添加氧气和随后的交联的结果。这个过程开始于空气中的一个氧分子(O2)插入到与不饱和脂肪酸中的一个双键相邻的碳-氢(C-H)键中。产生的过氧化氢容易发生交联反应。在相邻的脂肪酸链之间形成化学键，形成聚合物网络，通常可以通过样品上的皮肤状薄膜来观察。这种聚合反应产生稳定的薄膜，虽然有一定的弹性，但不容易流动或变形。含二烯的脂肪酸衍生物，例如衍生自亚油酸的衍生物，特别容易发生该反应，因为它们产生异戊二烯。单不饱和脂肪酸，如油酸，干燥较慢，因为烯丙基自由基中间体不太稳定（即形成较慢）。

与钴催化干燥过程相关的简化化学反应。第一步，二烯烃进行自氧化以产生过氧化氢。第二步，过氧化氢与另一个不饱和侧链结合生成交联。

干燥过程的早期阶段可以通过油膜重量的变化来监测。由于吸收氧气，薄膜变得更重。例如，亚麻油的重量增加了17%。随着氧吸收的停止，膜的重量随着挥发性化合物的蒸发而降低。 作为油的产物，会发生进一步的转变。大量的原始酯键在油分子中进行水解反应，释放单个脂肪酸。 在涂料中，这些游离脂肪酸(FFAs)的某些部分与颜料中的金属发生反应，生成金属羧酸盐。总之，与聚合物网络相关的各种非交联物质构成了流动相。 与作为网络本身的一部分的分子不同，它们能够在膜内移动和扩散，并且可以使用高温或溶剂除去。流动相可以起到塑化漆膜的作用，防止漆膜变得太脆。固定相聚合物中的羧基离子化，变为负电荷，并与颜料中存在的金属阳离子形成络合物。最初的网络，具有非极性共价键，被由离子相互作用连接在一起的离聚体取代，这些离聚体网络的结构尚不清楚。
大多数干性油在没有空气的情况下加热后粘度迅速增加。如果干性油长时间地经受升高的温度，它将变成橡胶状的油不溶性物质。

### 金属催化剂的作用
某些金属盐可以加速干燥过程，特别是钴、锰或铁的衍生物。在技术上，这些油干燥剂是作为均相催化剂的配位化合物。这些盐来自亲脂的羧酸盐的羧基酸，如环烷酸，使复合物具有油溶性。这些催化剂加速过氧化氢中间体的还原。随后发生了一系列的加成反应。每一步都产生额外的自由基，然后进行进一步的交联。当两对自由基结合时，这个过程最终结束。聚合会持续数天至数年，并使膜干燥到可以触碰。干燥剂的过早作用会导致漆面剥落，添加了抗剥落剂（如甲基乙基酮肟）后这种不良的过程会被抑制，当油漆／油被涂到表面时，这种抗剥落剂就会蒸发掉。

## 构造

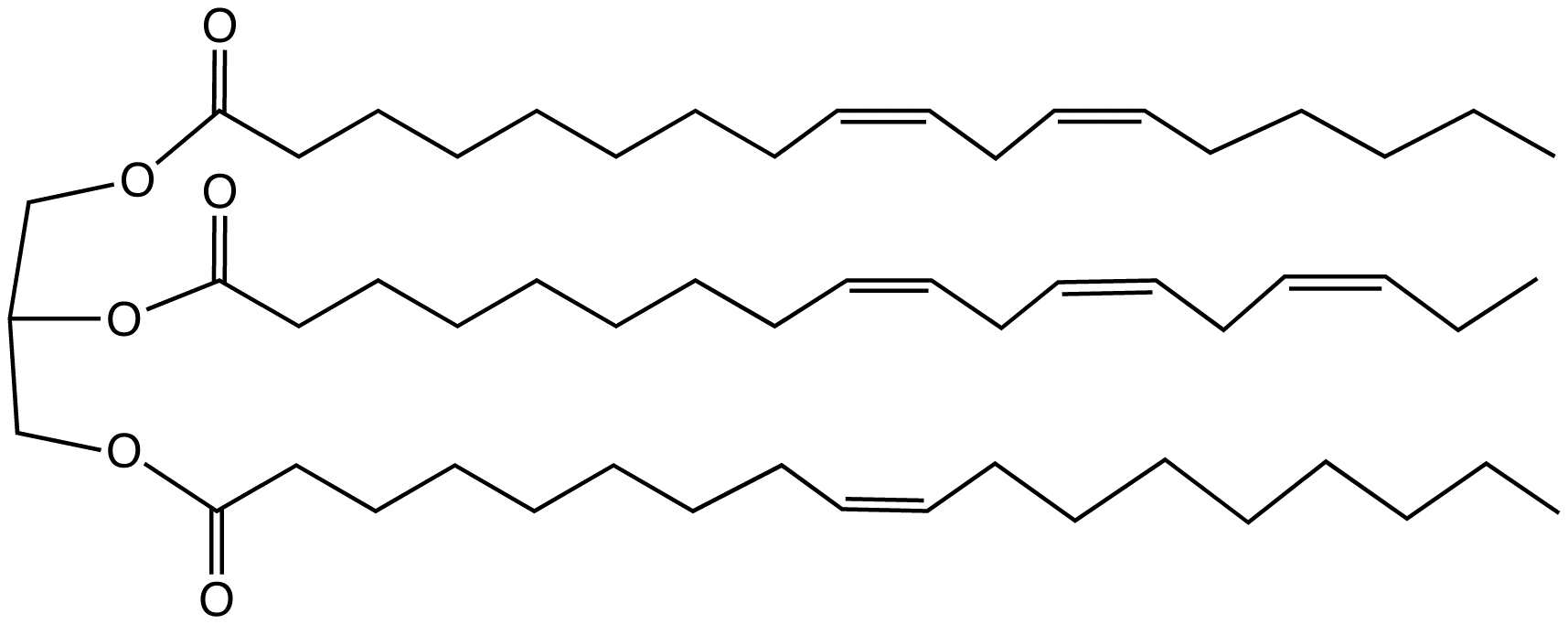
在干性油中发现的具有代表性的甘油三酯。三酸酯来源于三种不同的不饱和脂肪酸:亚油酸(上)、α-亚麻酸 (中)和油酸(下)。干燥速率顺序为亚油酸>α-亚麻酸>油酸，反映其不饱和程度。

干性油由脂肪酸甘油三酯组成。这些酯的特征是多不饱和脂肪酸含量高，尤其是α-亚麻酸。油的“干燥”性的一个常用指标是碘值，它是油中双键数量的一个指标。碘值大于130的油被认为是干性油，碘值为115～130的油是半干性油，而碘值小于115的油是非干性油。

## 蜡与树脂的比较
非干蜡，如硬膜巴西棕榈树蜡或糊状蜡，和树脂，如达玛树脂，柯巴脂，和紫胶，由长而细的碳氢分子链组成，但不以干性油的方式形成共价键。因此，蜡和树脂是可再溶解的，而固化的清漆或油漆不可再溶解。

## 安全
由于干燥过程中会放热，碎布、布料和用油浸透的纸张可能会自燃（点燃）。当油浸材料被折叠、捆扎或堆积在一起时，这种危害会更大，这使得热量积聚并加速反应。预防措施包括：用水弄湿抹布，使其远离阳光直射；将其浸入水中，并用设计的特制密封金属容器放好；或者将它们浸入溶剂中，在合适的密闭容器中。亚麻籽油浸透的破布是造成One Meridian Plaza （页面存档备份，存于）火灾的原因。 
尽管据说破布浸泡在油漆稀释剂會引起自燃，但除非使用干性油作为稀释剂(常规的油漆稀释剂並不包括干性油)，否則這並非事實。实际上，危险的是浸泡在油漆中的破布，因为油漆(或清漆)中含有干性油，這並不是浸泡在油漆稀释剂中导致的，除非破布浸泡在稀释剂、亚麻籽油等干性油的混合物中才能引起破布自燃（点燃）。

## 参阅
- 氧化油
- 丹麦油
- 肥盖瘦
- 亚麻籽油
- 油漆
- 半干性油
- 桐油
- 清漆
- 木材加工

## 延伸阅读
- “Autoxidation.” McGraw Hill Encyclopedia. 8th ed. 1997.
- Friedman， Ann， et al. “Painting.” www.worldbookonline.com. 2006. 46 Stetson St. #5 Brookline， MA. 10 May 2006
- “History of Oil Paint.” www.cyberlipid.org. 5 May 2006 <https://web.archive.org/web/20090916174446/http://www.cyberlipid.org/perox/oxid0011.htm>
- van den Berg， Jorit D.J. “Mobile and Stationary Phases in Traditional Aged Oil Paint.” www.amolf.nl 2002. MOLART. 8 May 2006
- Andés， Louis Edgar， Drying oils， boiled oil， and solid and liquid driers. London: Scott， Greenwood & Co.， 1901.

## 外链
- Tung and Linseed Oils by Steven D. Russel